# Gertrud Schwarze
Gertrud Schwarze (* 3. März 1915 in Oldenburg als Gertrud Wiedemann; † 16. März 1977 in Krefeld) war eine deutsche Keramikerin.

## Leben
Schwarze besuchte 1932/33 die Kunstschule in Lübeck, machte dann von 1933 bis 1935 eine Töpferlehre bei Paul Dresler (1879–1950) in der Töpferei Grootenburg, Krefeld. Anschließend besuchte sie die Staatliche Fachschule für Keramik in Landshut, wo sie 1936 die Meisterprüfung bestand.
1937 heiratete sie den Krefelder Maler und Kunsterzieher Helmut Schwarze (1909–1972), mit dem sie zwei Töchter und vier Söhne hatte, von denen einer, Mathies, ihr Schüler und ebenfalls Keramiker wurde.
1950 richtete sie sich eine eigene Werkstatt in Krefeld-Verberg ein.
1952 erhielt Schwarze den Kunstpreis Krefeld anlässlich der Ausstellung Kunst des Niederrheins im dortigen Kaiser-Wilhelm-Museum für eine Vase mit schwarz-weiß gestreifter Glasur, die bis heute neben weiteren Arbeiten Schwarzes Teil der Sammlung der Kunstmuseen Krefeld ist.

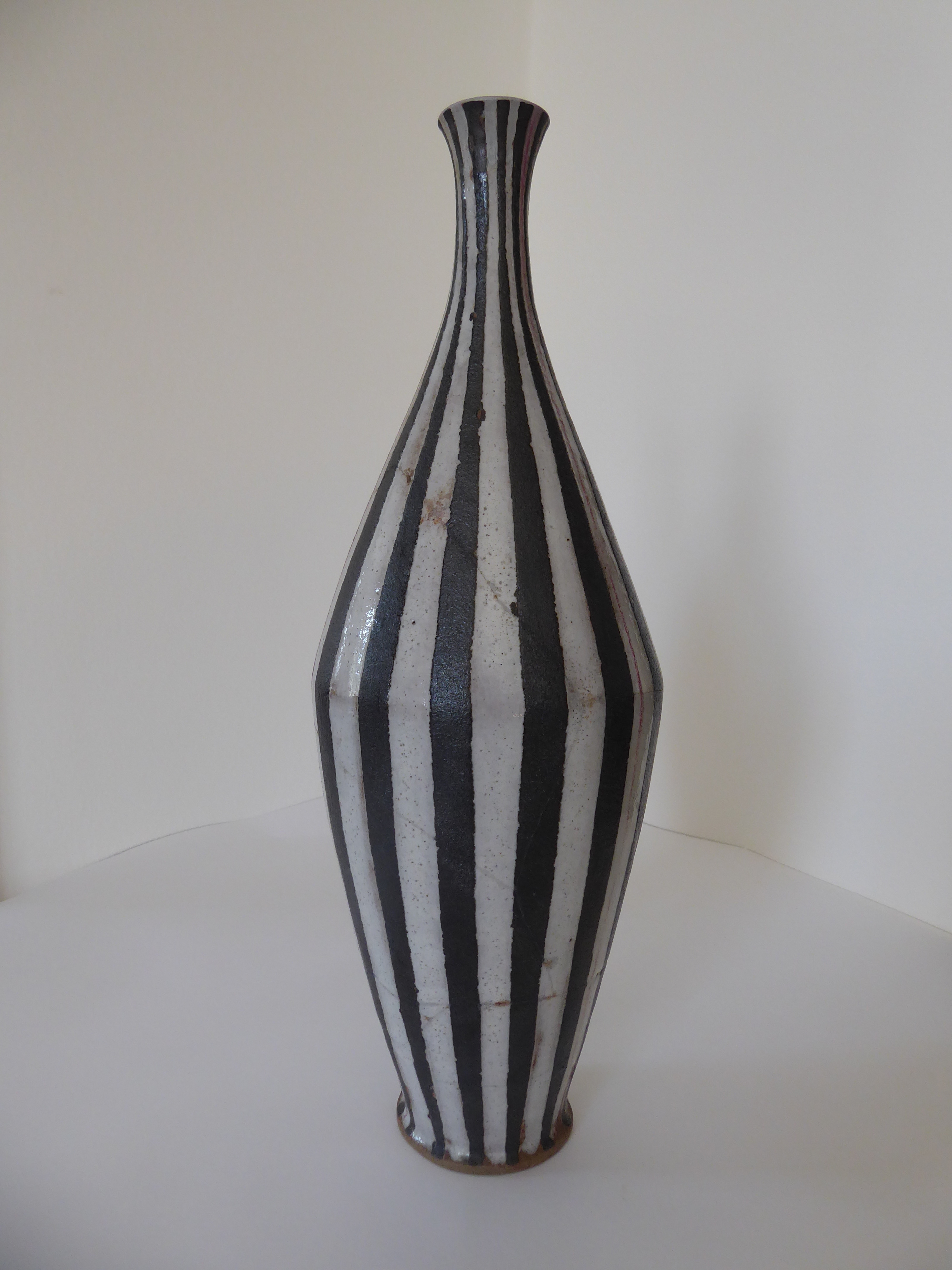
Gertrud Schwarze, Zweitfertigung der 1952 prämierten Vase mit Gebrauchsspuren, Privateigentum

Von 1961 bis 1964 war Schwarze als Lehrbeauftragte für keramisches Dekor an der Werkkunstschule Krefeld tätig.
Schwarze fertigte vor allem Vasen, wählte klare Formen und edle Oberflächen, in den 1950er-Jahren mit Vorliebe schwarze und schwarzweiße Glasuren, in den 1960er-Jahren bevorzugt helle Glasuren, die sie farbig mit floralen Motiven bemalte. Wie ihr Lehrer Dresler orientierte sie sich dabei an japanischer Keramik, bei ihren farbigen Arbeiten am rheinischen Steinzeug aus dem 16. bis 18. Jahrhundert. Als Signatur weisen ihre Arbeiten am Boden die eingravierten Majuskeln GSW auf.

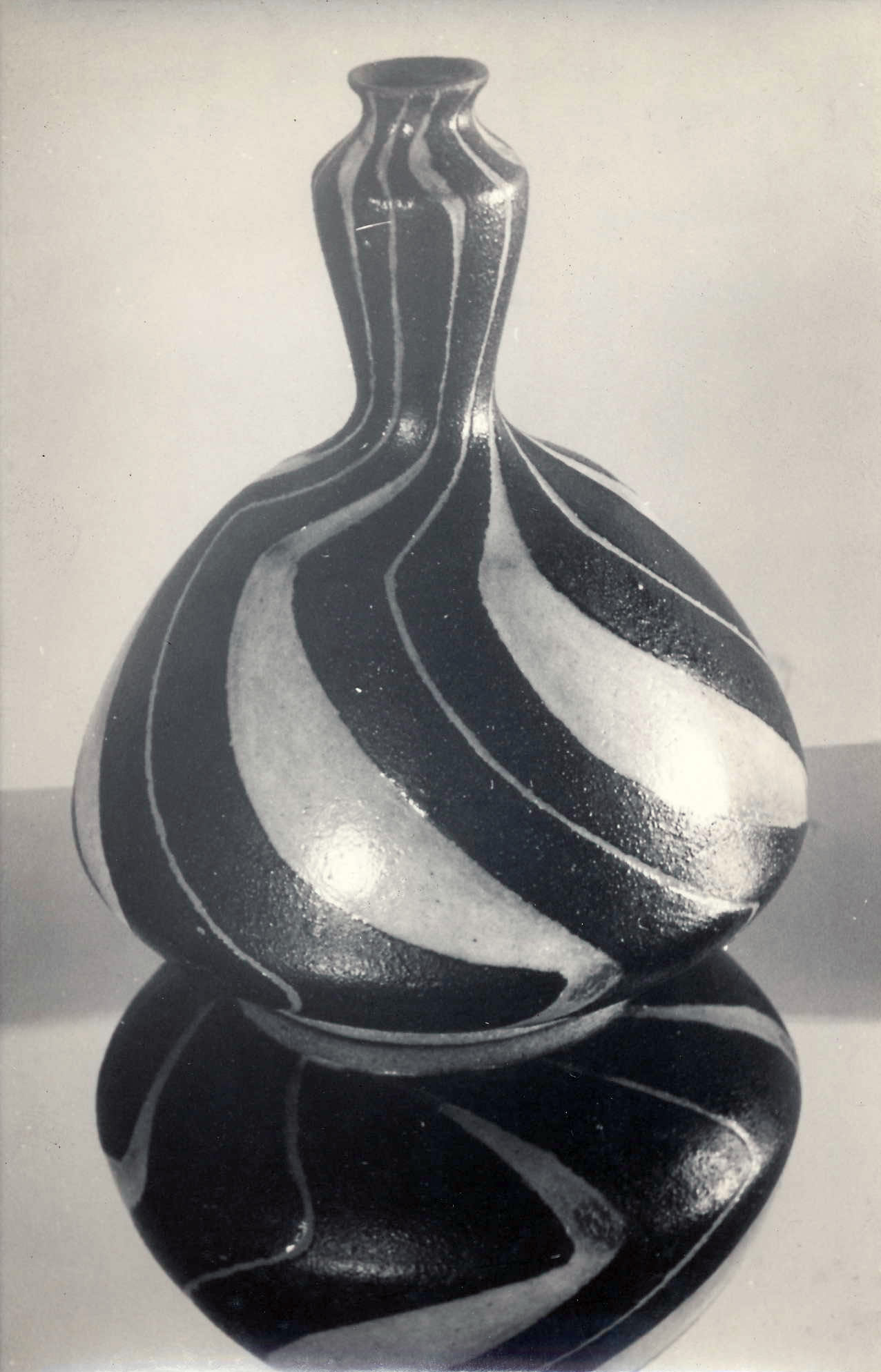
Gertrud Schwarze, schwarzweiße Vase in Kalebassenform, um 1955, Privateigentum

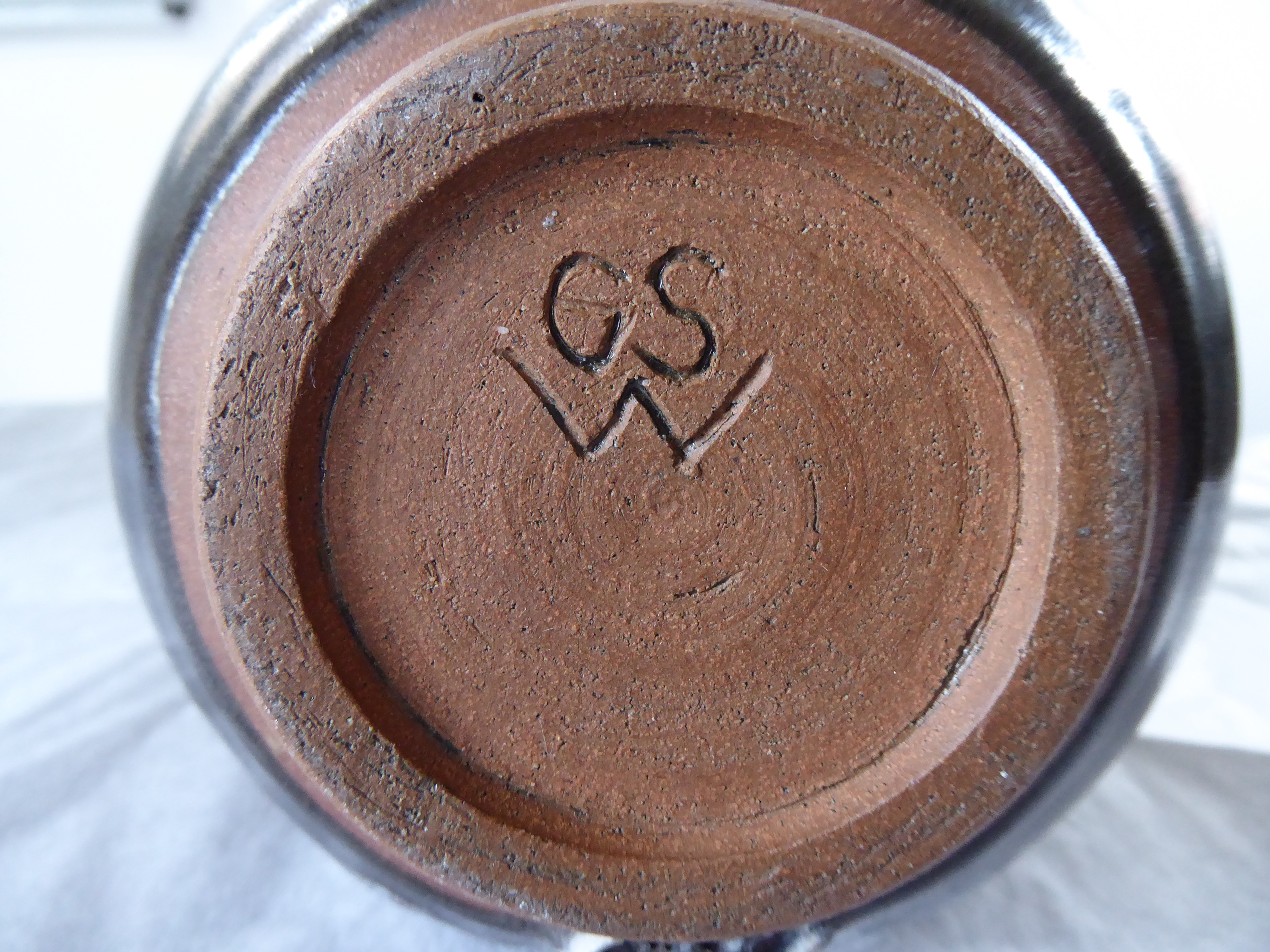
Signatur – Gravur von Gertrud Schwarze

## Ausstellungen
- 1949–1958 Teilnahme an den Ausstellungen „Kunst des Niederrheins“ in Krefeld
- 1952–1965 Teilnahme an Ausstellungen im Kaiser-Wilhelm-Museum und im Museum Haus Lange in Krefeld
- 1954 und 1957 Teilnahme an Triennale Mailand
- 1965 Teilnahme an Ausstellung „Deutsche Keramik der Gegenwart“ in Nürnberg
- 1967: Keramik des Niederrheins aus Gegenwart und Vergangenheit, Kunstmuseum Düsseldorf
- 1978/1979: Gertrud Schwarze (1915–1977). Keramik und Zeichnungen, Kaiser-Wilhelm-Museum
- 1995 Gertrud und Helmut Schwarze. Keramik, Aquarelle und Zeichnungen, Kunstverein Krefeld